# Aspidogyne argentea
Aspidogyne argentea är en orkidéart som först beskrevs av Vell., och fick sitt nu gällande namn av Leslie Andrew Garay. Aspidogyne argentea ingår i släktet Aspidogyne och familjen orkidéer. Inga underarter finns listade i Catalogue of Life.